# USS Enterprise (CV-6)
«Энтерпра́йз» (англ. USS Enterprise (CV-6)) — авианосец США типа «Йорктаун», эксплуатировавшийся в период с 1936 по 1947 годы. Является самым знаменитым кораблём ВМФ США периода войны на Тихом океане. Принимал участие почти во всех крупных морских сражениях на Тихоокеанском фронте, в том числе рейде на Токио 1942 года, битве у атолла Мидуэй, кампании на Соломоновых островах, битве у Марианских островов, Филиппинской операции и захвате Окинавы.

## Вооружение

### Артиллерия
Артиллерия авианосца к началу войны включала 8 универсальных 127-мм орудий Mk.12, с которыми он воевал всю войну, 4 счетверённых 28-мм автомата Mk 1/1 и 24 12,7-мм пулемёта «Браунинг» M2. С началом войны число пулемётов было увеличено. Однако первые же столкновения продемонстрировали низкую эффективность крупнокалиберных пулемётов. С февраля 1942 года они стали заменяться на 20-мм автоматические пушки «Эрликон». К битве у атолла Мидуэй «Энтерпрайз» был вооружён уже 32 такими автоматами, пулемёты при этом снимались с вооружения. В июле пулемёты были окончательно сняты, а число «Эрликонов» было доведено до 40.
В октябре почти все 28-мм автоматы были заменены на счетверённые 40-мм пушки «Бофорс» L60 (4 установки), только 1 установка 28-мм автоматов оставалась на вооружении ещё год. Росло число «Эрликонов» (в октябре 1942 года — 44 ед., в ноябре — 46 ед.). Анализ боёв требовал постоянного наращивания зенитной артиллерии и в октябре 1943 авианосец вновь был перевооружён: на вооружении теперь стояло два типа малокалиберных зенитных орудий: 50 20-мм «Эрликонов» и 40 «Бофорсов» (8 спаренных и 8 счетверённых установок). С таким набором вооружения «Энтерпрайз» завершил войну.

### Авиация
К началу войны на Тихом океане авиагруппа «Энтерпрайз» включала в себя четыре эскадрильи общей численностью 72 самолёта (18 истребителей F4F-3 «Wildcat», 36 пикировщиков SBD «Dauntless» и 18 торпедоносцев TBD «Devastator».
Перед налётом на Токио в апреле 1942 истребительная эскадрилья была увеличена до 27 самолётов усовершенствованного типа (F4F-4). Примерно в таком составе авианосец действовал весь 1942 год. Так, накануне боя у атолла Мидуэй в июне 1942 года авиагруппа состояла из 79 самолётов (27 истребителей, 38 пикировщиков и 14 торпедоносцев).

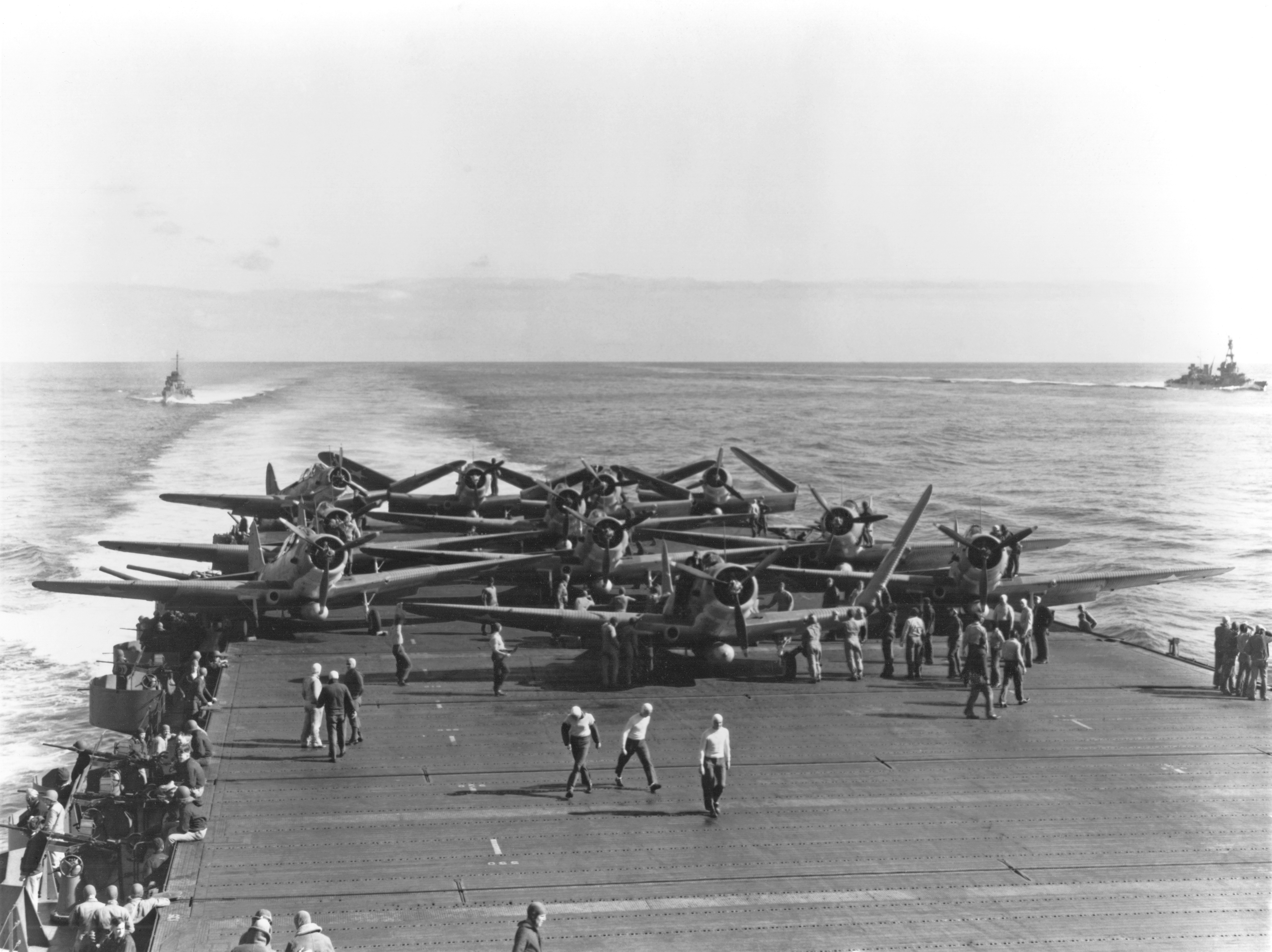
Торпедоносцы TBD на авианосце «Энтерпрайз» во время сражения у атолла Мидуэй

Сражение у атолла Мидуэй продемонстрировало необходимость увеличения числа истребителей, и к началу боёв за Гуадалканал авиагруппа была увеличена до 87 самолётов (по 36 истребителей и бомбардировщиков, а также 15 торпедоносцев). Вместо устаревших торпедоносцев TBD «Devastator», эскадрилья получила современные TBF «Avenger».
В 1943 году истребительные эскадрильи были перевооружены на новые истребители F6F «Hellcat». В начале 1944 года одна из эскадрилий получила на вооружение истребители F4U «Corsair», использовавшиеся для ночного перехвата.
Во время сражения у Марианских островов авиагруппа «Энтерпрайз» включала в себя 78 самолётов: 35 истребителей (в том числе 32 F6F и 3 F4U), 23 пикирующих бомбардировщика SBD и 20 торпедоносцев (7 TBM и 13 TBF). С ростом числа авианосцев у американцев появилась возможность выделить отдельные корабли для решения особых задач. Имевший опытную авиагруппу «Энтерпрайз» стал специализироваться по ночному прикрытию и перехвату, получив новые типы самолётов с радарами и более совершённое радиолокационное оборудование. После переоборудования в авианосец для ночных действий авиагруппа включала всего 45 самолётов: (16 ночных истребителей F6F-5N «Hellcat», 2 фоторазведчика 2 F6F-5P «Hellcat» и 27 TBM-3D «Avenger»). Тем не менее, в период активных дневных действий она могла усиливаться большим числом как истребителей, так и ударных самолётов.
| Характеристики самолётов, входивших в состав авиагруппы авианосца «Энтерпрайз» в ходе второй мировой войны | Характеристики самолётов, входивших в состав авиагруппы авианосца «Энтерпрайз» в ходе второй мировой войны | Характеристики самолётов, входивших в состав авиагруппы авианосца «Энтерпрайз» в ходе второй мировой войны | Характеристики самолётов, входивших в состав авиагруппы авианосца «Энтерпрайз» в ходе второй мировой войны | Характеристики самолётов, входивших в состав авиагруппы авианосца «Энтерпрайз» в ходе второй мировой войны | Характеристики самолётов, входивших в состав авиагруппы авианосца «Энтерпрайз» в ходе второй мировой войны | Характеристики самолётов, входивших в состав авиагруппы авианосца «Энтерпрайз» в ходе второй мировой войны |
| Тип | Скорость, км/ч                                                                                             | Дальность полёта, км                                                                                       | Вооружение                                                                                                 | Экипаж | Примечание                                                                                                 | |
| --- | --- | --- | --- | --- | --- | --- |
| Grumman F4F-4 «Wildcat»                                                                                    | 513 | 1335 | шесть 12,7 мм пулемёта, две 45-кг бомбы                                                                    | 1 | Истребитель. 1941-43 гг.                                                                                   | |
| Douglas SBD-6 «Dauntless»                                                                                  | 410 | 1244 | два 12,7 мм пулемёта и два 7,62 мм пулемёта, до 1020 кг бомб                                               | 2 | Пикирующий бомбардировщик. 1941-44 гг.                                                                     | |
| Douglas TBD-1 «Devastator»                                                                                 | 332 | 700 | два 7,62 мм пулемёта, торпеда или до 1362 кг бомб                                                          | 3 | Торпедоносец. Бомбардировщик. 1941-42 гг.                                                                  | |
| Grumman TBF «Avenger»                                                                                      | 442 | 1610 | три 12,7 мм пулемёта и два 7,62 мм пулемёта, торпеда или 907 кг бомб                                       | 3 | Торпедоносец, бомбардировщик. 1942-45 гг.                                                                  | |
| Grumman F6F-5 «Hellcat»                                                                                    | 610 | 1520 | четыре 12,7 мм пулемёта и две 20 мм пушки или шесть 12,7 мм пулемётов, до 1800 кг бомб и ракет             | 1 | Истребитель, истребитель-бомбардировщик, ночной перехватчик, фоторазведчик. 1943-45 гг.                    | |
| Chance Vought F4U-4 «Corsair»                                                                              | 717 | 990 | шесть 12,7 мм пулемётов или четыре 20 мм пушки, до 1820 кг бомб и ракет                                    | 1 | Истребитель, ночной перехватчик, штурмовик. 1944-45 гг.                                                    | |

## История

### Строительство

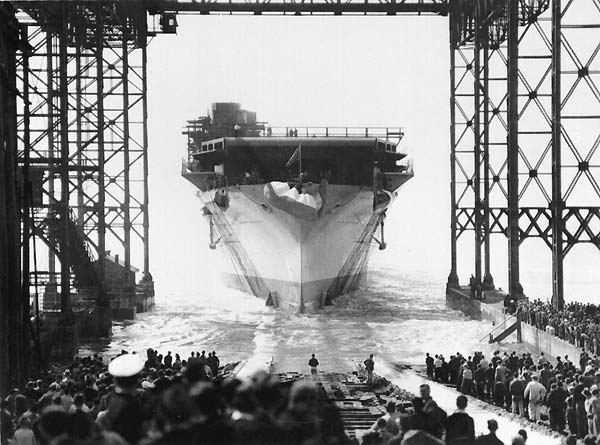
Спуск на воду авианосца «Энтерпрайз». 3 октября 1936 года

Строительство авианосца «Энтерпрайз» проводилось согласно кораблестроительной программе, реализуемой с учётом ограничений Вашингтонской конференции. США имели право построить авианосцы общим тоннажем 135 000 тонн. Первоначально планировалось построить в дополнение к двум большим авианосцам типа «Лексингтон» водоизмещением по 33 000 тонн пять малых авианосцев водоизмещением по 13 800 тонн. Однако опыт строительства авианосца «Рейнджер», показал, что корабли такого размера имеют недостаточную боеспособность для действий в открытом океане и уступают кораблям потенциального противника (японским авианосцам «Хирю» и «Сорю»). Поэтому было решено строить следующие авианосцы водоизмещением 20700 тонн. Первым кораблём этой серии стал «Йорктаун», вторым — «Энтерпрайз». Корабль вошёл в состав флота 12 мая 1938 года.

### Начало войны
В конце 1941 года война с Японией становилась все более реальной. Командование Тихоокеанского флота решило усилить гарнизон морской пехоты на острове Уэйк эскадрильей истребителей F4F. 28 ноября 1941 года, дополнив свою авиагруппу 11 истребителями морской пехоты, «Энтепрайз» в составе 8 оперативного соединения под командованием адмирала Хэлси. В море был получен приказ действовать в условиях военного времени. 4 декабря 1941 года, доставив самолёты на Уэйк, соединение двинулось в обратный путь. Благодаря этой операции авианосцу удалось не попасть под удар японской авианосной группы во время её атаки на Пёрл-Харбор. Учитывая, что авианосцы были (наряду с линкорами и тяжёлыми крейсерами) главной целью японцев, риск гибели корабля при таком налёте был чрезвычайно велик. Тем не менее авиагруппе «Энтерпрайза» не удалось избежать потерь: во время налёта были сбиты 5 пикирующих бомбардировщиков, возвращавшихся в Пёрл-Харбор после проведения воздушной разведки. Несколько истребителей с авианосца были сбиты своей зенитной артиллерией при попытке сесть на аэродроме Форд в Пёрл-Харборе. Соединение вернулось в базу только 8 декабря, после чего, из-за возможности повторной атаки японцев, почти неделю крейсировало в море. 10 декабря 1941 года пикировщики с «Энтепрайза» обнаружили и потопили японскую подводную лодку I-170.

### Набеговые операции начала 1942 года
Воспользовавшись уходом японской авианосной эскадры на запад, американский флот активизировал свои действия против японских баз на Тихом океане. Операции проводились в форме внезапных атак оперативных групп, сформированных вокруг авианосцев.

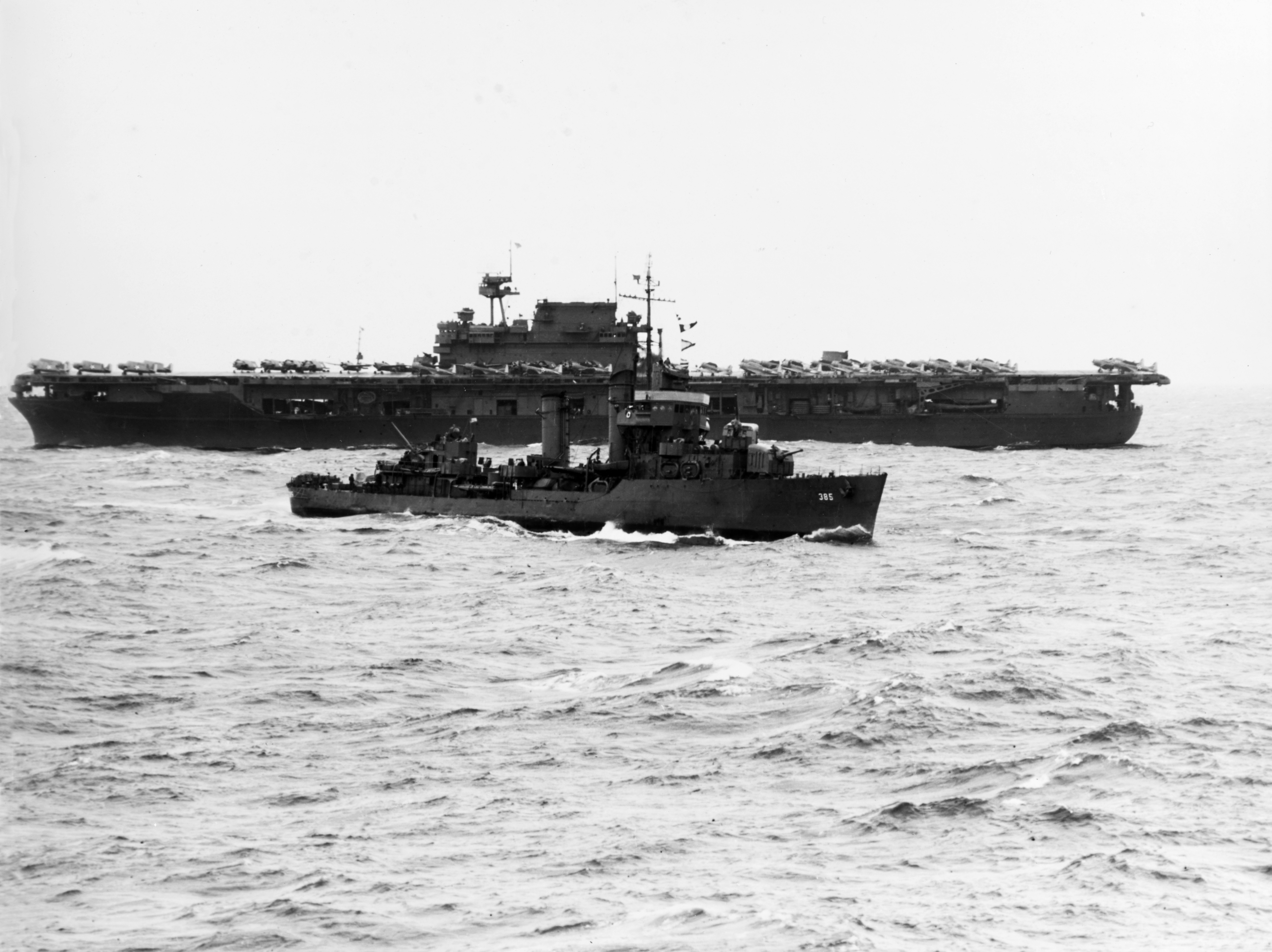
«Энтерпрайз»во время рейда на Токио. 18 апреля 1942 г.

1 февраля 1942 года 8 опергруппа атаковала группу атоллов (Кваджелейн, Вотье, Малоэлап) на Маршалловых островах. В ходе нескольких атак самолёты с «Энтерпрайза» потопили японский корабль-противолодочник и транспорт, сбили и уничтожили на земле несколько десятков самолётов. Собственные потери составили 5 пикировщиков. Во время операции авианосец дважды подвергся атакам японской авиации и получил небольшие повреждения от близкого разрыва бомбы (8 убитых и 11 раненых) и от падения сбитого бомбардировщика Mitsubishi G4M «Бетти». В конце февраля 8 оперативное соединение отправилось в очередной рейд, в ходе 24 февраля которого атаковала остров Уэйк, а 4 марта остров Маркус. В ходе рейда были потеряны 3 пикировщика.
Самой знаменитой операцией этого периода безусловно стал налёт на Токио 18 апреля 1942 года. В этот день 16 базовых двухмоторных бомбардировщиков B-25 «Mitchell» взлетев с авианосца «Хорнет», впервые за время войны атаковали японскую столицу. «Энтерпрайз» сопровождал «Хорнет», осуществляя разведку и прикрытие. Два авианосца вошли в состав 16 оперативного соединения.

### Сражение у атолла Мидуэй
Участие в рейде на Токио не дало возможность «Энтерпрайзу» принять участие в бою в Коралловом море. В конце мая авианосец был возвращён в Пёрл-Харбор в связи с ожидавшимся нападением японского флота на атолл Мидуэй. Перехват японских радиограмм позволил американским кораблям занять позиции до подхода японцев и остаться не замеченными. Утром 4 июня были обнаружены японские авианосцы и командующий 16 оперативным соединением адмирал Спрюэнс направил самолёты на авианосное соединение противника.

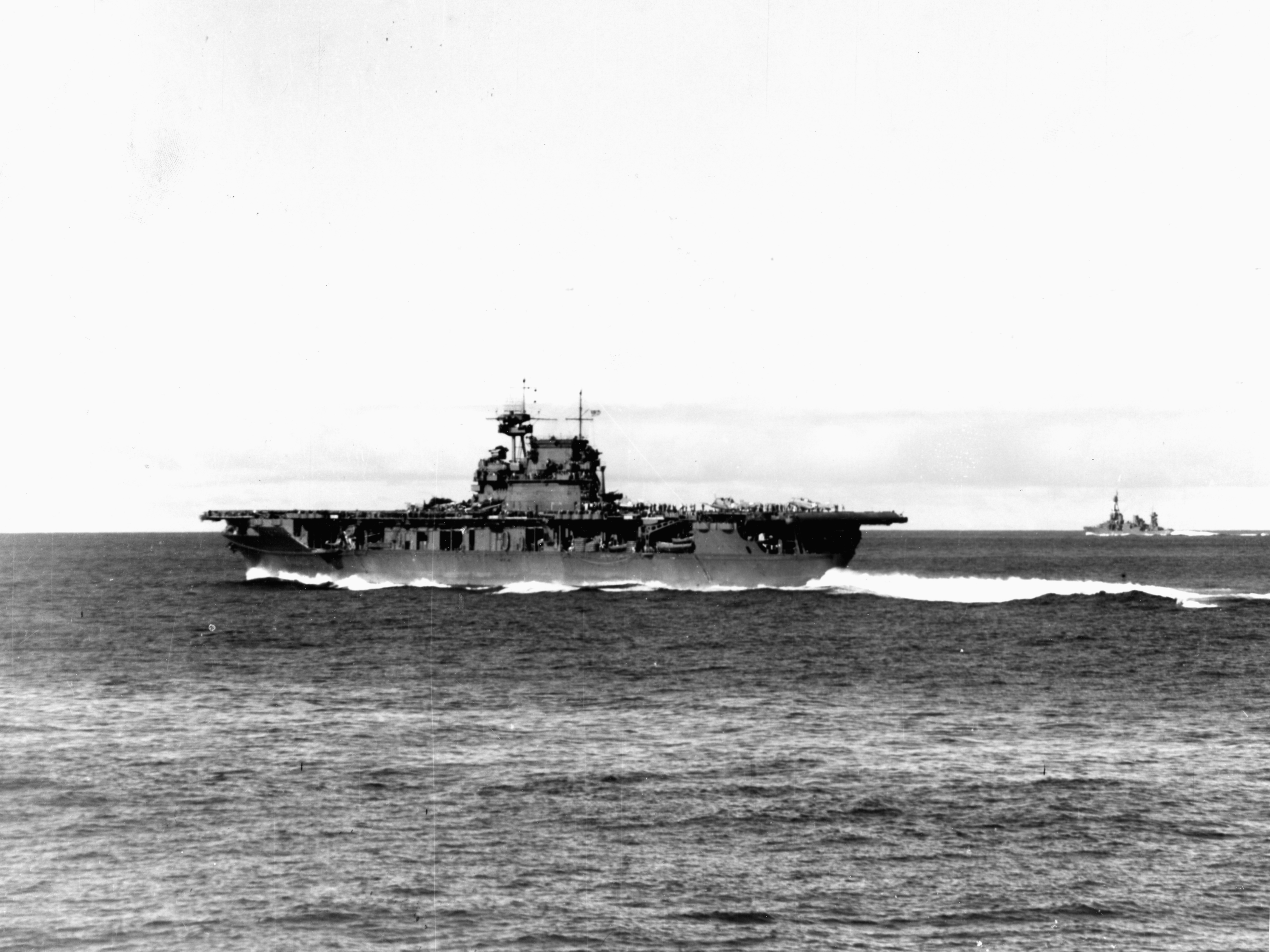
"Энтерпрайз во время сражения у атолла Мидуэй. 4 июня 1942 года

Первыми противника нашли торпедоносцы: эскадрилья из 14 самолётов с «Энтерпрайза» атаковали во второй волне, не добившись успеха и потеряв 10 самолётов. Эскадрильи двух других авианосцев были уничтожены полностью. Сразу же после окончания неудачной атаки торпедоносцев японские корабли были атакованы эскадрильей из 33 пикировщиков с «Энтерпрайза». Внимание японцев было отвлечено на предыдущую атаку и американские самолёты действовали почти без сопротивления. Бомбы поразили два японских авианосца «Акаги» и «Кага». В это время самолёты с авианосца «Йорктаун» атаковали и поразили третий авианосец «Сорю». В ходе атаки и при возвращении эскадрилья потеряла 14 пикировщиков, но добилась блистательного успеха, нанеся смертельный удар по двум авианосцам.
Преимущество в сражении сразу же перешло к американскому флоту. Днём был обнаружен последний японский авианосец из японского соединения — «Хирю». Так как торпедоносцев на тот момент уже не осталось, его атаковали пикирующие бомбардировщики с «Энтерпрайза» и «Хорнета», повредив настолько, что к утру тот был затоплен собственным экипажем. Потери авиагруппы «Энтерпрайза» составили 3 самолёта. На следующий день 5 июня самолёты двух авианосцев 16 оперативного соединения атаковали два японских тяжёлых крейсера. Крейсер «Могами» был тяжело повреждён, а крейсер «Микума» потоплен. Таким образом, в ходе сражения самолёты с «Энтерпрайза» потопили 4 японских корабля, внеся решающий вклад в победу американского флота.

### Бой у Восточных Соломоновых островов
| Авиагруппа «Энтерпрайз» во время сражения у Восточных Соломоновых островов | Авиагруппа «Энтерпрайз» во время сражения у Восточных Соломоновых островов | Авиагруппа «Энтерпрайз» во время сражения у Восточных Соломоновых островов | Авиагруппа «Энтерпрайз» во время сражения у Восточных Соломоновых островов | Авиагруппа «Энтерпрайз» во время сражения у Восточных Соломоновых островов |
| Часть/подразделение                                                        | Командир                                                                   | Самолёты                                                                   | 24 августа                                                                 | 24 августа                                                                 |
| Часть/подразделение                                                        | Командир                                                                   | Самолёты                                                                   | всего                                                                      | исправны                                                                   |
| -------------------------------------------------------------------------- | -------------------------------------------------------------------------- | -------------------------------------------------------------------------- | -------------------------------------------------------------------------- | -------------------------------------------------------------------------- |
| 6-я авиагруппа Air Group 6                                                 | лейтенант-коммандер Максвел Лесли                                          | торпедоносец TBF-1 «Эвенджер»                                              | 1                                                                          | 1                                                                          |
| эскадрилья VF-6                                                            | лейтенант Льюис Бауэр                                                      | истребитель F4F-4 «Уайлдкет»                                               | 28                                                                         | 27                                                                         |
| эскадрилья VB-6                                                            | лейтенант Рэй Дэвис                                                        | пикировщик SBD-3 «Доунтлесс»                                               | 17                                                                         | 17                                                                         |
| эскадрилья VS-5                                                            | лейтенант Тёрнер Колдуэл                                                   | пикировщик SBD-3 «Доунтлесс»                                               | 18                                                                         | 16                                                                         |
| эскадрилья VT-3                                                            | лейтенант Чарльз Джет                                                      | торпедоносец TBF-1 «Эвенджер»                                              | 15                                                                         | 14                                                                         |
|                                                                            |                                                                            | фоторазведчик F4F-7                                                        | 1                                                                          | 1                                                                          |
| ИТОГО                                                                      |                                                                            |                                                                            | 80                                                                         | 76                                                                         |

Успех в сражении резко изменил соотношение сил в войне на Тихом океане. Японский флот теперь не обладал столь явным преимуществом перед своим противником. Более того, американцы впервые получили преимущество в тяжёлых авианосцах, имея четыре корабля («Саратога», «Уосп», «Энтерпрайз» и «Хорнет») против двух японских («Сёкаку» и «Дзуйкаку»). Это позволило начать контрнаступление, целью которого стал остров Гуадалканал из архипелага Соломоновых островов. В начале августа 3 авианосца, включая «Энтерпрайз», в составе 61 оперативного соединения приняли участие в обеспечении высадки морской пехоты на остров. В течение двух дней 7-8 августа самолёты авианосцев осуществляли прикрытие десантов сбив в общей сложности 33 самолёта. Из-за угрозы атак наземной авиации вечером 8 августа было принято решение покинуть район высадки.

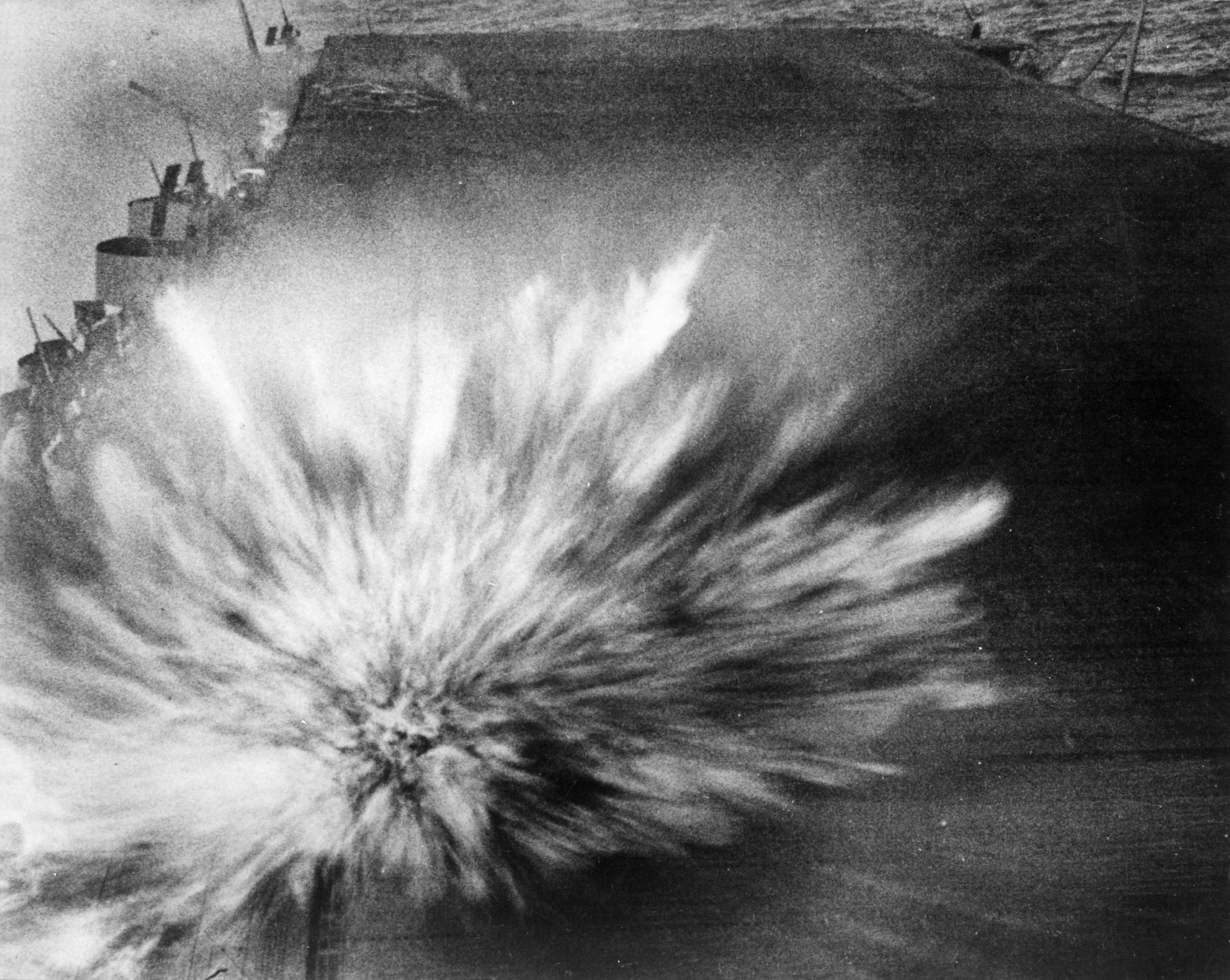
Взрыв бомбы на палубе авианосца во время боя у Восточных Соломоновых островов 24 августа 1942 года.

Японский флот принял вызов и стал наращивать свои силы в районе Соломоновых островов. 24 августа состоялся бой у Восточных Соломоновых островов. Японское авианосное соединение (3 авианосца), направленное поддерживать десант на Гуадалканал, было атаковано 61 оперативным соединением, в состав которого входил авианосец «Энтерпрайз». Утром пикировщики с авианосца несколько раз атаковали японцев, но успеха не добились. Зато авиагруппа с «Саратоги» потопила авианосец «Рюдзё». Вечером японская авиация нанесла ответный удар. Несмотря на то, что японские самолёты были обнаружены задолго до атаки и в воздухе их встретило большое число истребителей, японским пикировщикам удалось добиться трёх попаданий в «Энтерпрайз» (74 убитых). Бомбы повредили полётную палубу и рулевое управление, но корабль смог даже принять самолёты. Часть пикировщиков после боя села на аэродром Гендерсон на Гуадалканале. 25 августа они приняли участие в атаке японских транспортов, причём самолёт с «Энтерпрайза» потопил транспорт водоизмещением 9300 тонн.
Победа в бою у Восточных Соломоновых островов упрочило позиции американцев на Гуадалканале. Авианосец «Энтерпрайз» был направлен на ремонт в Пёрл-Харбор и был заменён авианосцем «Хорнет». Однако положение американского флота вскоре вновь осложнилось. 31 августа подводной лодкой I-26 была повреждена «Саратога», а 15 сентября подводная лодка I-19 потопила «Уосп». В итоге американцы остались с одним тяжёлым авианосцем и временно отвели основные силы из района Соломоновых островов.

### Бой у островов Санта-Крус
| Авиагруппа «Энтерпрайз» во время боя у островов Санта-Крус | Авиагруппа «Энтерпрайз» во время боя у островов Санта-Крус | Авиагруппа «Энтерпрайз» во время боя у островов Санта-Крус | Авиагруппа «Энтерпрайз» во время боя у островов Санта-Крус | Авиагруппа «Энтерпрайз» во время боя у островов Санта-Крус | Авиагруппа «Энтерпрайз» во время боя у островов Санта-Крус | Авиагруппа «Энтерпрайз» во время боя у островов Санта-Крус |
| часть/подразделение                                        | Командир                                                   | Самолёты                                                   | 25 октября                                                 | 25 октября                                                 | 26 октября                                                 | 26 октября                                                 |
| часть/подразделение                                        | Командир                                                   | Самолёты                                                   | всего                                                      | исправны                                                   | всего                                                      | исправны                                                   |
| ---------------------------------------------------------- | ---------------------------------------------------------- | ---------------------------------------------------------- | ---------------------------------------------------------- | ---------------------------------------------------------- | ---------------------------------------------------------- | ---------------------------------------------------------- |
| 10-я авиагруппа (Air Group 10)                             | коммандер Ричард Гейнс                                     | торпедоносец TBF-1 «Эвенждер»                              | 1                                                          | 1                                                          | 1                                                          | 1                                                          |
| эскадрилья VF-10                                           | лейтенант-коммандер Джеймс Флэтли                          | истребитель F4F-4 «Уайлдкет»                               | 36                                                         | 33                                                         | 31                                                         | 31                                                         |
| эскадрилья VB-10                                           | лейтенант-коммандер Джеймс Томас                           | пикировщик SBD-3 «Доунтлесс»                               | 22                                                         | 17                                                         | 18                                                         | 13                                                         |
| эскадрилья VS-10                                           | лейтенант-коммандер Джеймс Ли                              | пикировщик SBD-3 «Доунтлесс»                               | 22                                                         | 16                                                         | 16                                                         | 10                                                         |
| эскадрилья VT-10                                           | лейтенант-коммандер Джон Коллетт                           | торпедоносец TBF-1 «Эвенждер»                              | 14                                                         | 14                                                         | 9                                                          | 9                                                          |
| ИТОГО                                                      |                                                            |                                                            | 95                                                         | 81                                                         | 75                                                         | 64                                                         |

Очередной раунд борьбы состоялся в конце октября 1942 года. К этому времени «Энтерпрайз» был ускоренно отремонтирован и оснащён дополнительным зенитным вооружением из 40-мм автоматических пушек. 23 октября 16 оперативное соединение под командованием контр-адмирала Кинкейда, образованное вокруг авианосца, прибыло к Соломоновым островам. Основные авианосные силы японского флота (4 авианосца) также подошло к островам. К этому времени очередное сухопутное наступление японцев на аэродром Гендерсон провалилось, а японский флот готовился к бою с американскими кораблями.

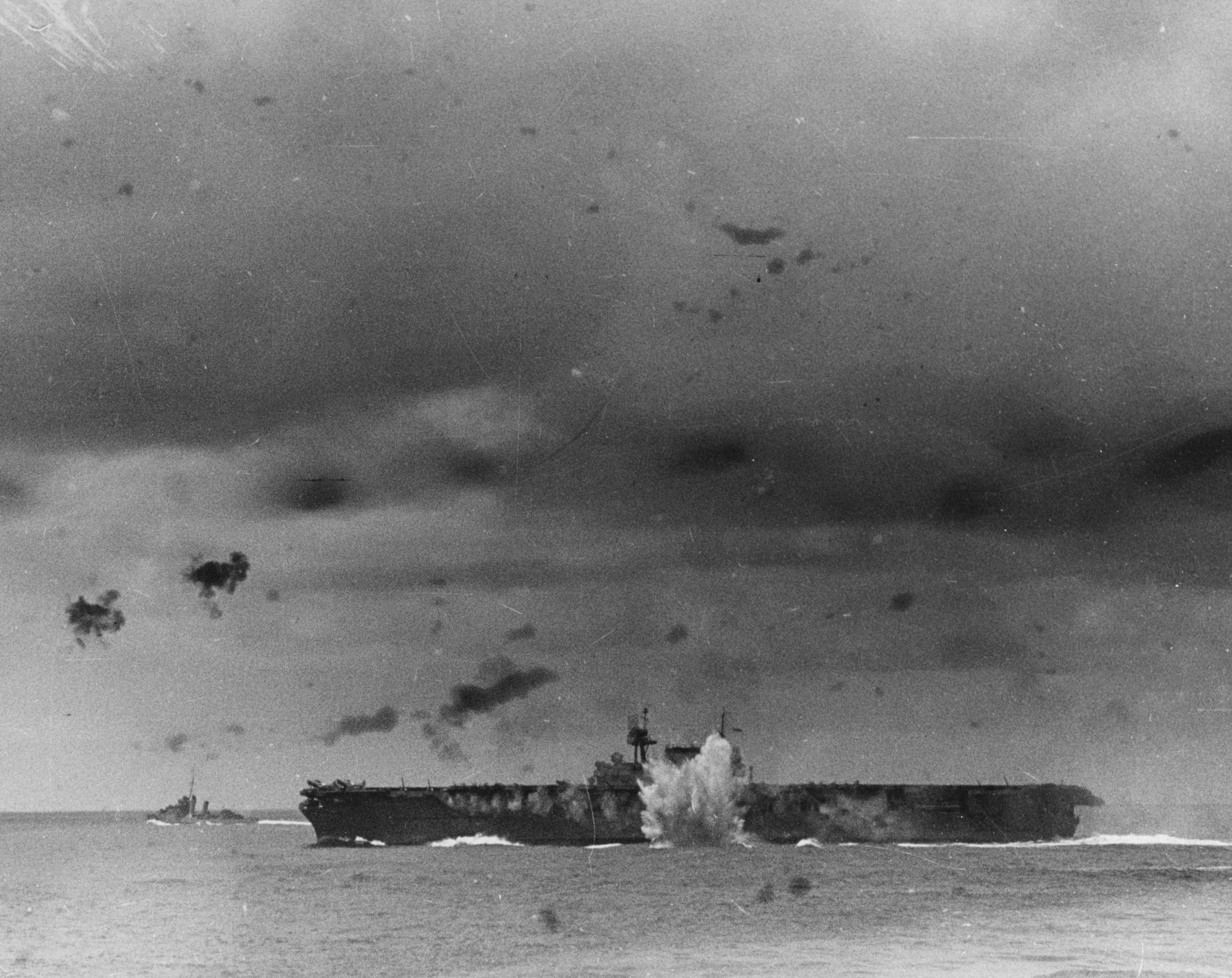
Близкий разрыв авиабомбы около авианосца в ходе боя у острова Санта-Круз

25 октября прошло во взаимных поисках противника, причём «Энтерпрайз» потерял в этих действиях 7 самолётов у которых закончилось топливо. Утром 26 октября два торпедоносца с «Энтерпрайза» из числа посланных на разведку, обнаружили и внезапно атаковали авианосец «Дзуйхо», повредив ему палубу и лишив возможности принимать самолёты на посадку. Основные силы обнаружили друг друга и нанесли первые массированные удары. Атака японцев пришлась на авианосец «Хорнет», который был поражён тремя бомбами, двумя торпедами, а также в него врезались два подбитых самолёта. Находящийся рядом «Энтерпрайз» не был замечен, так как был скрыт дождевым шквалом. В свою очередь самолёты «Хорнета» тяжело повредили японский авианосец «Сёкаку», но лётчики «Энтерпрайза» не смогли нанести удар по другим японским авианосцем и ограничились атакой японских тяжёлых крейсеров, повредив крейсер «Тикума».
Вскоре американское соединение было атаковано второй волной японских самолётов (35 самолётов). На этот раз основной удар был нанесён по «Энтерпрайзу». Несмотря на сильное истребительное прикрытие и зенитный огонь корабль был поражён тремя бомбами. Умелое маневрирование позволило ему уклониться от 9 выпущенных по нему торпед. Третья волна японских самолётов не смогла попасть в американский корабль. Несмотря на попадания вражеских бомб «Энтерпрайз» смог сохранить ход и даже принять свою авиагруппу и самолёты с «Хорнета».
В результате боя американский флот казалось бы лишился преимуществ в боях за Соломоновы острова, так как в районе боевых действий у него оставался только повреждённый «Энтерпрайз». Однако победа японцам досталась слишком большой ценой. Помимо повреждений двух авианосцев, они потеряли большое число лётчиков — 148 (больше чем в предыдущих трёх боях). Это вынудило отвести в Японию даже боеспособный «Дзуйкаку». В итоге японский флот не смог использовать плоды своего успеха — американцы в очередной раз удержали позиции на Гуадалканале, а вскоре перешли в наступление. «Энтерпрайз» был в кратчайшие сроки приведён в боеспособное состояние на архипелаге Нумеа и уже 11 ноября вышел в море, хотя на нём по-прежнему продолжался ремонт и не работал один из самолётоподъёмников.

### Ноябрьское сражение у Гуадалканала
В середине ноября обе стороны предприняли очередную попытку изменить соотношение сил в боях за остров. Американцы высадили десант уже 11 ноября. Транспорты ушли, а корабли прикрытия остались поджидать японский флот. В ночь на 13 ноября состоялся первый морской бой у Гуадалканала, результатом которого стали большие потери американцев в кораблях. Однако японцы отказались от немедленной атаки аэродрома Гендерсон. Более того, днём 13 ноября американская авиация атаковала и потопила повреждённый в ночном бою линейный корабль «Хиэй». Самолёты с «Энтерпрайза», действуя как с авианосца, так и с сухопутного аэродрома, добились попаданий двух торпед и 3 бомб. «Хиэй» стал первым японским линкором, потопленным в войне.
На следующий день авиагруппа «Энтерпрайза»совместно с авиацией морской пехоты, действуя в основном с аэродрома Гендерсон, добилась даже большего успеха. В ходе четырёх атак был потоплен тяжёлый крейсер «Кинугаса» и сильно повреждён тяжёлый крейсер «Майя». Но более важным был разгром японского конвоя из 11 транспортов, которые перевозили на Гуадалканал подкрепление и тяжёлое вооружение. Семь атак авиации привели к потоплению шести и тяжёлому повреждению одного транспорта (позднее также затонувшего). Хотя большая часть солдат была спасена эсминцами охранения, было потеряно все тяжёлое вооружение и боеприпасы. Оставшиеся четыре транспорта выбросились на берег Гуадалканала. Таким образом была сорвана последняя попытка японских армии и флота изменить баланс сил в Тихом океане.
В ходе сражения самолёты «Энтерпрайза» действовали либо через аэродром Гендерсон, либо заходя на задание через него. Это долгое время не позволяло японцам обнаружить присутствие вражеского «Энтерпрайза». Но вечером 14 ноября, «Энтерпрайз» наконец был обнаружен японской авиацией. Опасаясь потерь от воздушных атак, было принято решение отвести авианосец к Нумеа, оставив боеспособные самолёты на сухопутном аэродроме. В ходе сражения самолёты «Энтерпрайза» участвовали в потоплении линкора, тяжёлого крейсера и 6 транспортов, ещё 1 тяжёлый крейсер и 5 транспортов были повреждены.

### Наступление на Тихом океане
Ноябрьское сражение у Гуадалканала ознаменовало завершение крупных морских боёв в этом районе. Японский флот фактически признал своё поражение и больше не использовал в боях линейные корабли и авианосцы. Теперь главной задачей японского флота была оборона занятых рубежей. Предполагалось, что авианосцы и линкоры будут использованы в генеральном сражении, а пока флот должен был накапливать силы. С другой стороны американский флот также ожидал усиления за счёт постепенного ввода в строй авианосцев типа «Эссекс» и «Индепенденс». «Энтерпрайз» действовал в районе Соломоновых островов до мая 1943 года, после чего был сменён английским «Викториэс» и отправился на длительный ремонт в Пёрл-Харбор.
Американское наступление в центральной части Тихого океана началось в сентябре 1943 года. Стратегия флота включала нейтрализацию авиации противника на островах серией налётов авианосной авиации, затем высадку морской пехоты при массированной поддержке, как авиации, так и артиллерийских кораблей.
Первой операцией, в которой принял участие «Энтерпрайз», стала высадка на островах Тарава и Макин в архипелаге островов Гилберта (битва за Тараву, битва за Макин). «Энтерпрайз» вместе с двумя лёгкими вошёл в состав Северной оперативной групп (ОГ 50.2), которая была частью 50-го оперативного соединения (Task Force 50) или Быстроходного авианосного соединения. Задачей Северной группы была поддержка атаки на Макин. Самолёты атаковали атолл, обеспечив его захват к 22 ноября. На обратном пути 4 октября соединение атаковало атолл Кваджалейн на Маршалловых островах. Самолёты с авианосца приняли участие в потоплении 3 транспортов и повредили лёгкий крейсер. В боях за Макин самолёты «Энтерпрайза» впервые приступили к операциям по ночному перехвату японских самолётов, производящих беспокоящие налёты на американские соединения. По плану истребители F6F должны были атаковать цели по наведению с торпедоносца TBF, оснащённого радаром.

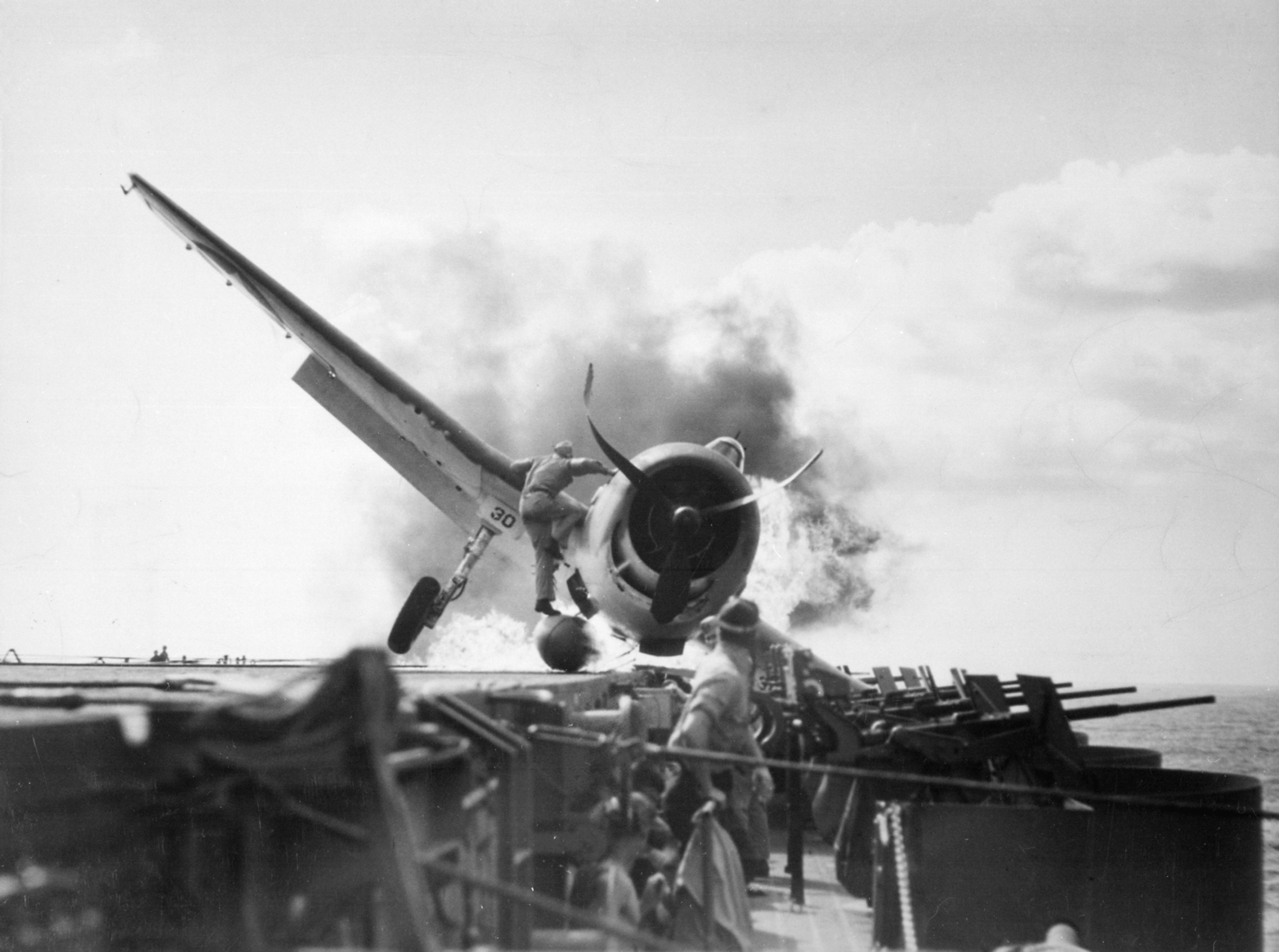
10 ноября 1943 года. Крушение истребителя F6F Hellcat на палубе «Энтерпрайза» во время рейда на Макин 10 ноября 1943 года.

26 ноября 1943 г. группе с «Энтерпрайза» удалось сбить два бомбардировщика B4M, ценой гибели одного истребителя, который пилотировал первый американский морской ас Г. О’Хара. Впоследствии ночное патрулирование стало специализацией авиагруппы «Энтерпрайза».
6 января 1944 г. Быстроходное Авианосное соединение получило новое обозначение 58 оперативное соединение (Task Force 58) под командованием адмирала М. Митчера. Авианосец принял на вооружение три истребителя F4U-2 «Корсар», оснащённые радаром для ночного перехвата. В конце января флот атаковал Маршалловы острова. 29 января «Энтерпрайз» принял участие в атаках на укрепления и авиабазы на атолле Кваджалейн. Двухдневные атаки соединения, располагавшего 12 авианосцами (более 700 самолётов), полностью уничтожили авиацию, оборонявшую атолл, и разрушили укрепления.
Прикрывая высадку на атолл Эниветок, 58 оперативное соединение (9 авианосцев) 17 февраля нанесло удар по японской военно-морской базе на острове Трук. Авиагруппа с «Энтерпрайз» участвовала в налётах. В ходе них были потоплены лёгкий крейсер, 3 эсминца и ещё несколько кораблей серьёзно повреждены. На счёт самолётов «Энтерпрайза» был занесён эсминец «Фумицуки». Гораздо большие потери понёс транспортный флот, потеряв сразу 30 судов. В ночь на 18 февраля 12 «Avenger» с палубы «Энтерпрайз» нанесли эффективный ночной бомбовый удар по гавани Трука ценой потери 1 самолёта. На обратном пути, 20 февраля, авианосец, во главе небольшого отряда нанёс бомбовый удар по атоллу Джалуит.
В конце марта оперативное соединение вновь вышло в море и атаковало остров Палау, где незадолго да этого базировались основные силы японского Объединённого флота. «Энтерпрайз» в ходил в состав 3 оперативной группы (Тask Group 58.3 в составе 4 авианосцев). Так как японцы успели увести флот, то американские самолёты потопили более 30 торговых и вспомогательных судов. В апреле 1944 г, пользуясь бездействием флота противника, оперативное соединение занималось поддержкой наземных операций на Новой Гвинее.

### Битва у Марианских островов
Нехватка самолётов и обученных пилотов не позволяла японскому флоту оказать достойное сопротивление наступлению американцев как в центральной, так и в южной части Тихого океана. Но так как противник всё ближе приближался к Японии, в марте 1944 года было принято решение навязать ВМФ США сражение в случае их атак на Марианские и Каролинские острова. К лету японский авианосный флот достиг вершины своей численности и мог вывести в бой 9 авианосцев. На вооружение были приняты новые типы авианосных самолётов. По плану японцев американские силы вторжения должны были быть ослаблены ударам базовой авиации с Марианских островов, а затем оказать под ударом Объединённого флота с базы в Тави-Тави. Самым слабым местом японцев была подготовка лётчиков, не шедших ни в какое сравнение с американскими.
Американский флот вышел с базы на атолле Маджуро 6 июня 1944 года и 11 числа силами авиации атаковал Марианские острова ("операция «Форейджер»). 15 июня морская пехота начала высадку на Сайпан. На следующий день первый мобильный флот под командованием вице-адмирала Одзавы вышел в море. Одзава намеревался атаковать авианосные соединения, используя большую дальность своих самолётов. Благодаря активной разведке японцам удалось определить местонахождение американцев первыми и поднять утром 19 июня авиагруппы для удара. Но наличие у американцев радара и численное превосходство свели эти преимущества на нет. Все четыре волны японских самолётов были отбиты. Противник потерял 220 самолётов, причём большинство из них, пилотируемые неопытными лётчиками стали столь лёгкой добычей, что один из американских пилотов сравнил бой с охотой на индеек. Впоследствии этот термин «Большая Марианская охота на индеек» («Great Marianas Turkey Shoot») стал использоваться повсеместно.
На следующий день американцы получили возможность нанести ответный удар. К этому времени японский флот, помимо большинства самолётов, потерял два больших авианосца («Тайхо» и «Сёкаку», потопленных подводными лодками). 20 июня в 15.40 торпедоносец «Avenger» c «Энтерпрайз», пилотируемый Р. С. Нельсоном, обнаружил японский флот и навёл на него ударные соединения американской палубной авиации. В ходе нескольких налётов удалось потопить авианосце «Хиё» и 2 танкера, повредить ещё 4 авианосца. Возвращение американских самолётов в темноте принесло больше потерь чем атаки японцев днём ранее. 14 самолётов с «Энтерпрайз» сели на других авианосцах, сам он принял 17 «чужаков». При посадке возникло несколько инцидентов во время одного из которых «Downtless» с авианосца «Лексингтон» врезался в надстройку.
Итогом сражения стал окончательный разгром японского авианосного флота, который, сохранив корабли, лишился большинства самолётов и подготовленных лётчиков. Это стоило американцам сравнительно небольших потерь, не снизивших их боеготовность. Авиагруппа «Энтерпрайз» оказывала поддержку наземных войскам на Сайпане до 5 июля, после чего была отведена в базу на атолле Эниветок.

### Сражение у Филиппин
После сражения у Марианских островов была проведена реорганизация военно-морских сил, и оперативное соединение было передано в состав 3 флота. В конце августа «Энтерпрайз» в составе оперативной группы 38.4 атаковал острова Бонин. К этому времени критическое положение японского флота стало очевидным, и было принято решение ускорить атаку на Филиппины.

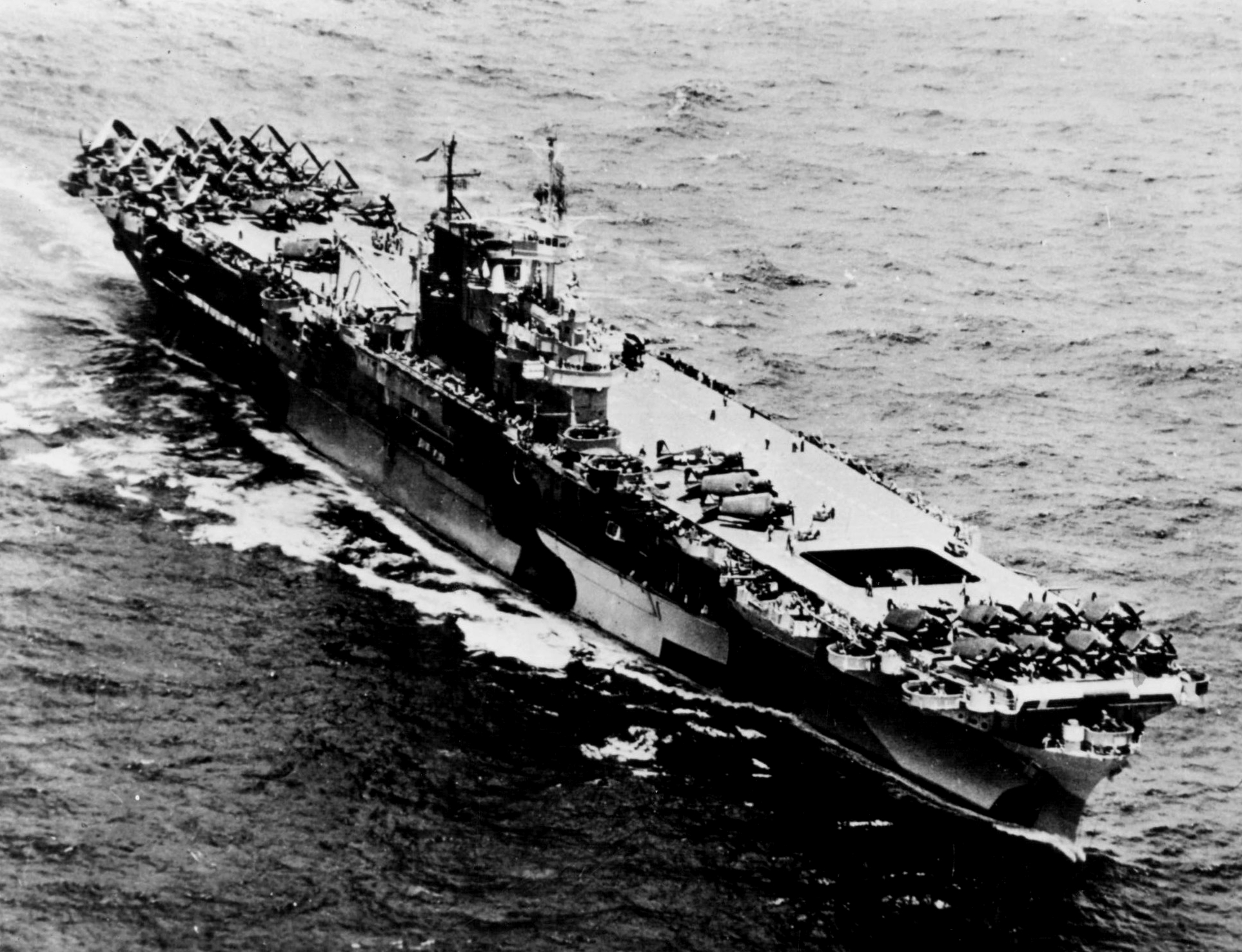
Авианосец "Энтерпрайз в Пёрл-Харборе после перевооружения и окраски. 16 августа 1944 г.

Оперативное соединение 38 в преддверии вторжения предприняло глубокий рейд против японских баз к северу от предстоящей атаки. 10 октября палубная авиация, в том числе авиагруппа с «Энтерпрайз», атаковала Окинаву, 12 октября — Тайвань (Формозу), были успешно отражены контратаки японской авиации 13-14 октября. В ходе этих боёв японская базовая и палубная авиация понесли огромные потери (до 600 самолётов по американским данным), что существенно ограничило её возможности противостоять высадке в заливе Лейте.
С началом высадки авиация 38 соединения поддерживала её, атакуя наземные цели и борясь с авиацией противника. 20 октября 1944 года «Энтерпрайз» был отправлен на Улити для пополнения припасов, однако в это время поступила информация, что к Филиппинам движутся главные силы японского флота. Авианосец был возвращён. Уже 22 октября его разведывательные самолёты обнаружили Южное соединение адмирала Нисимуры в море Минданао. 23 октября авиагруппа «Энтерпрайз» участвовала в многочисленных атаках на японское центральное соединение в море Сибуян, итогом которых стало потопление японского линейного корабля «Мусаси».
Командующий японским Центральным соединением Японский адмирал Курита временно развернул свои корабли назад. Узнав об этом, командующий 3 американским флотом адмирал Хэлси принял решение направиться против Северного соединения японцев, в состав которого входили авианосцы. 25 октября американские самолёты обнаружили его и в ходе шести атак потопили все японских 4 авианосца. В последнем бою авианосцев на Тихом океане приняли участие и самолёты с «Энтерпрайза».
После завершения морского сражения, в течение нескольких дней авианосец оказывал поддержку высадившимся войскам, в том числе осуществляя ночное патрулирование. К тому времени у американцев появился новый противник — камикадзе. 30 октября «Энтерпрайз» впервые подвергся атаке камикадзе, удачно избежав попадания. На следующий день корабли оперативной группы 38.4. покинули район боевых действий.

### Последние бои
В начале 1945 года «Энтерпрайз» стал специальным кораблём для ночных действий, что отразилось даже в его названии (CVN-6). Вместе с авианосцем «Индепенденс», также приспособленным к ночным действиям, они образовали отдельную оперативную группу 38.5. При этом днём они придавались для усиления группе 38.2 и действовали как дневные авианосцы.

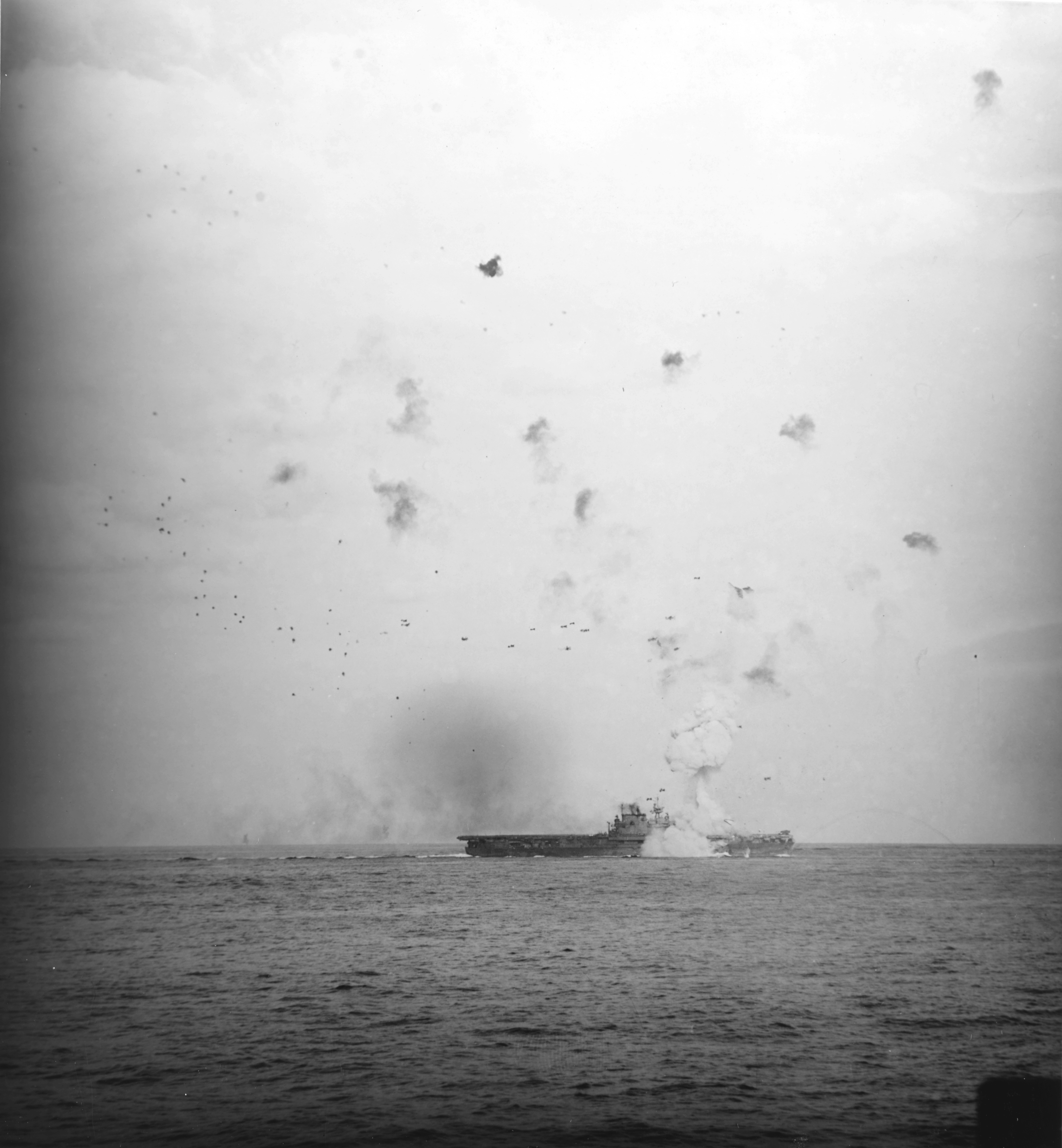
Взрыв на авианосце после попадания камикадзе 14 мая 1945 года. Снимок сделан с линкора «Вашингтон».

В январе 1945 года 38 соединение участвовало в рейде в Южно-Китайское море, атакуя цели на побережье Индокитая. Самолёты «Энтерпрайза» предпринимали ночные атаки. Так 22 января 6 «Avenger» бомбили ночью порт Киирун на Формозе, потеряв три самолёта. После рейда соединение вернулось на Улити, где в начале февраля вновь было переименовано в 58 соединение. «Энтерпрайз» и «Саратога» формировали ночную оперативную группу 58.5.
В феврале «Энтепрайз» принял участие в рейде на Японские острова, а затем до 10 марта поддерживал высадку на остров Иводзима, не прерывая воздушное патрулирование в течение 174 часов подряд. Фактически авианосец выполнял функции эскортного, отчего заслужил у участников сражения титул «короля джипов» («Джип-авианосцами» называли эскортные суда осуществлявшими непосредственную поддержку войск при высадке).
После этого «Энтерпрайз» соединившись с остальным соединением принял участие в рейде против Японии в преддверии высадки на Окинаву. 18 марта он получил попадание бомбы, которая к счастью не взорвалась, убив 1 и ранив 2 человек. 20 марта при отражении атак камикадзе в корабль попало два 127-мм снаряда с соседних кораблей охранения, которые привели к сильному пожару на полётной палубе. Авианосец был отправлен на Улити, но ещё до окончания ремонта возвращён под Окинаву. 11 апреля, едва войдя в строй он вновь подвергся атаками двух камикадзе и получил новые повреждения от близких падений. В строй авианосец вернулся уже в мае.
С 12 по 14 мая он принимал участие в атаках на Японские острова. Его авиагруппа успешно действовала по ночам (с 12 на 13 мая сбито 14, а с 13 на 14 мая — 4 японских самолёта). 14 мая авианосец в очередной раз был повреждён камикадзе. На этот раз истребитель A6M «Зеро» врезался в палубу около носового элеватора, пробив несколько палуб. Погибло 13 и было ранено 64 человека. На этот раз повреждения были настолько серьёзными, что для их исправления «Энтерпрайз» отправился в США. Больше он участия в боевых действиях не принимал.

### Итоги службы
Авианосец «Энтерпрайз» внёс самый значительный вклад в успехи американского флота среди всех кораблей ВМФ США. Он стал одним из трёх авианосцев довоенной постройки, воевавших на протяжении всей войны. В отличие от «Саратоги», долгое время проведшего на ремонте, и ограниченно использовавшегося «Рейнджера», «Энтерпрайз» активно действовал на протяжении всей войны на Тихом океане. В ходе боевых действий он принял участие в 5 из 6 боёв авианосцев, причём в сражении у атолла Мидуэй роль самолётов его авиагруппы была решающей для достижения победы. Не менее значительным было участие авианосца в ноябрьском сражении у острова Гвадалканал 1943 года. Хотя с появлением новых авианосцев типа «Эссекс» значимость авианосца стала снижаться, он смог сохранить важность и индивидуальность, специализируясь на ночных действиях.
Длительность и активность участия в боях позволили авианосцу стать рекордсменом как по числу сбитых самолётов противника, так и по числу потопленных военных кораблей и транспортных судов противника. Из крупных кораблей на счёту авиагруппы «Энтерпрайз» значатся линейный корабль «Хиэй», тяжёлые крейсеры «Микума» и «Кинугаса», авианосцы «Акаги», «Кага» и «Хирю» и несколько эскадренных миноносцев.

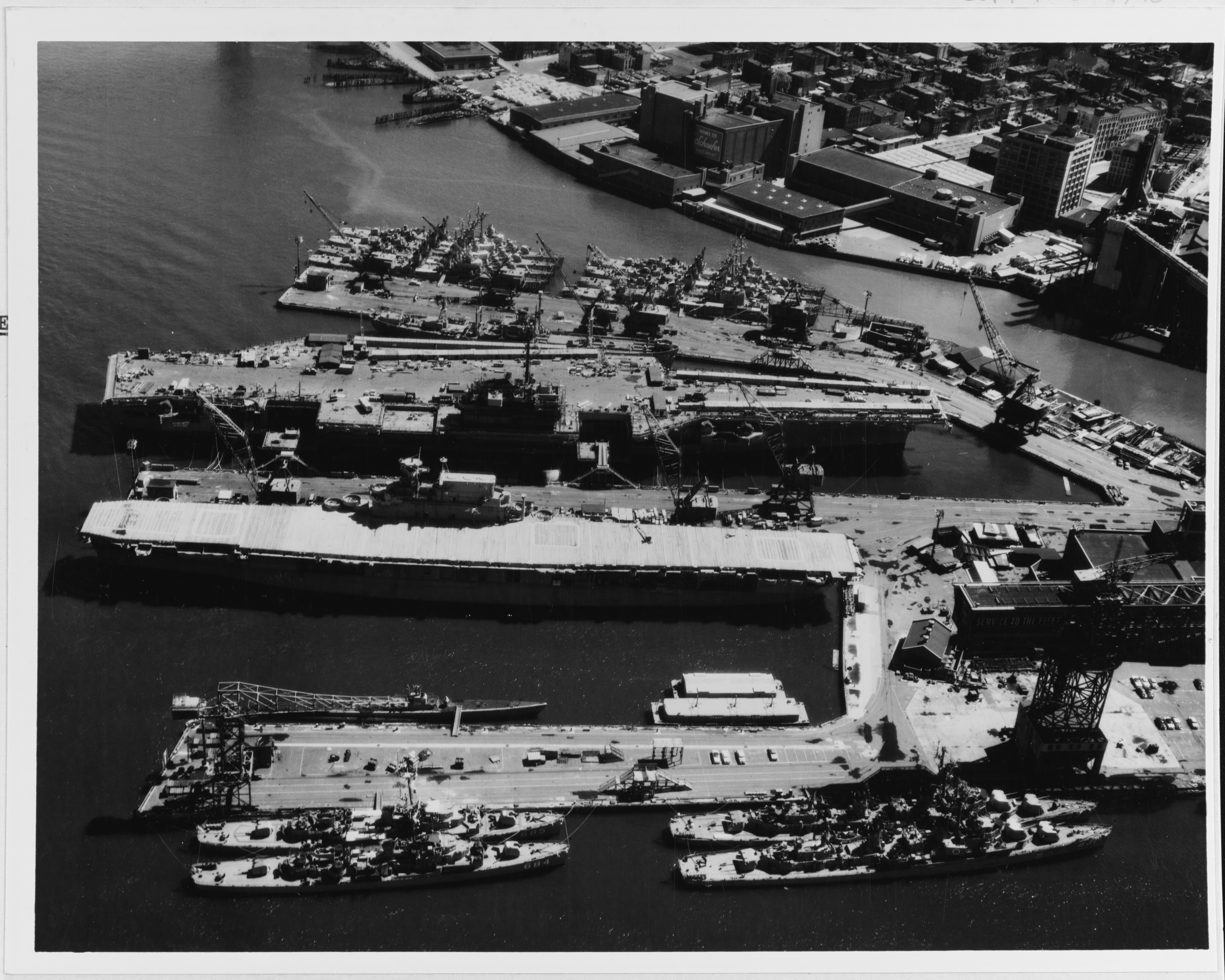
"Энтерпрайз в ожидании разборки на металл. 22 июня 1958 года

### Послевоенная судьба
Послевоенная служба корабля была недолгой. Уже в 1946 году он был направлен для разоружения на Нью-Йоркскую военно-морскую верфь и был выведен из состава действующего флота в 1947 году. Несмотря на попытки найти средства на переоборудование корабля в мемориал, в 1958 году он был продан на металл и утилизован на верфи в Нью-Джерси

## Командиры
- капитан Ньютон Уайт (Newton H. White) (12 мая — 21 декабря 1938)
- капитан Чарльз Паунэлл (Charles A. Pownall) (21 декабря 1938 — 21 марта 1941)
- капитан Джордж Мюррей (George D. Murray) (21 марта 1941 — 30 июня 1942)
- капитан Артур Дэвис (Arthur C. Davis) (30 июня — 21 октября 1942)
- капитан Осборн Хардисон (Osborne B. Hardison) (21 октября 1942 — 7 апреля 1943)
- капитан Карлос Уибер (Carlos W. Wieber) (7 — 16 апреля 1943)
- капитан Сэмюэл Гайндер (Samuel P. Ginder) (16 апреля — 7 ноября 1943)
- капитан Маттиас Гарднер (Matthias B. Gardner) (7 ноября 1943 — 10 июля 1944)
- коммандер Томас Хэмилтон (Thomas J. Hamilton) (10 — 29 июля 1944)
- капитан Кэто Гловер (Cato D. Glover) (29 июля — 14 декабря 1944)
- капитан Гровер Холл (Grover B. H. Hall) (14 декабря 1944 — 25 сентября 1945)
- капитан Уильям Риз (William A. Rees) (25 сентября 1945 — 20 февраля 1946)
- капитан Фрэнсис Бэрдуэлл (Francis E. Bardwell) (20 февраля — 10 июня 1946)
- коммандер Конрад Крэйвен (Conrad W. Craven) (10 июня 1946 — 31 января 1947)
- коммандер Льюис Дэвис (Lewis F. Davis) (31 января — 17 февраля 1947)

## Награды

### Боевые звезды
«Энтерпрайз» стал самым титулованным американским кораблём Второй мировой войны. На его счету 20 Battle Stars — «Боевых звёзд» (ближайший по числу этих достижений корабль — лёгкий крейсер «Сан Диего» имел 18 боевых звёзд, второй по достижениям авианосец — «Эссекс», имел «всего» 13 боевых звёзд).
- 1 боевая звезда: Оборона Пёрл-Харбора. 1941 год
- 2 боевая звезда: Тихоокеанские рейды. 1942 год
- 3 боевая звезда: Сражение у атолла Мидуэй. 1942 год
- 4 боевая звезда: Битва за Гвадалканал. 1942 год
- 5 боевая звезда: Оборона Гвадалканала. 1942 год
- 6 боевая звезда: Бой у Восточных Соломоновых островов. 1942 год
- 7 боевая звезда: Бой у островов Санта-Круз. 1942 год
- 8 боевая звезда: Морской бой у Гвадалканала. 1942 год
- 9 боевая звезда: Бой у острова Реннел. 1942 год
- 10 боевая звезда: Сражение за острова Гилберта. 1943 год
- 11 боевая звезда: Сражение за Маршалловы острова. 1944 год
- 12 боевая звезда: Тихоокеанские рейды. 1944 год
- 13 боевая звезда: Операция в Новой Гвинее. 1944 год
- 14 боевая звезда: Сражение у Марианских островов. 1944 год
- 15 боевая звезда: Операция в Западной части Тихого океана. 1944 год
- 16 боевая звезда: Битва у Лейте. 1944 год
- 17 боевая звезда: Битва за Лусон. 1944 год
- 18 боевая звезда: Ночные операции в ходе рейдов к Японским островам. 1945 год
- 19 боевая звезда: Битва за Иводзиму. 1945 год
- 20 боевая звезда: битва за Окинаву. 1945 год

### Прочие награды
Первым из авианосцев «Энтерпрайз» получил высокую награду Presidential Unit Citation. Всего эту награду за время войны получили 18 кораблей, из них 3 авианосца. Также в активе «Энтерпрайз» — Благодарность части ВМФ